# Anne-Marie Nédélec
Anne-Marie Nédélec, née le 23 mai 1953, est une femme politique française. Elle est sénatrice de Haute-Marne depuis 2023.

## Biographie
Anne-Marie Nédélec, née en  1953, est mariée et mère de deux enfants. Elle a travaillé comme enseignante en histoire-géographie au lycée de Chaumont (Haute-Marne).
Elle est membre du conseil municipal en 1989 à Nogent. Elle est désignée première-adjointe du maire de 1995 à 2008. Elle est élue maire de Nogent.
Elle est membre depuis 2009 du Conseil général (devenu départemental), dont elle est vice-présidente depuis 2014. Elle est vice-présidente de l'Agglomération de Chaumont ; et présidente de l'Association des maires de Haute-Marne depuis 2020.
Elle est élue sénatrice lors des élections de 2023, apparentée au groupe Les Républicains. Elle siège au sein de la commission des affaires sociales.

## Distinctions
- Chevalier de la Légion d'honneur